# Faro di Aniva
Il faro di Aniva (маяк Анива, in russo) si trova sull'omonimo capo a sud-est dell'isola russa di Sachalin, nell'oceano Pacifico settentrionale. Si trova su uno scoglio difficilmente accessibile, all'estremità dello stretto promontorio roccioso di Aniva, sul lato nord dell'ingresso orientale dello stretto di La Pérouse.

## Descrizione
Si tratta di una torre in calcestruzzo a pianta circolare, sormontato da una "lanterna", ovvero il locale che ospita il segnale luminoso, circondata da una balconata di servizio ("galleria"). La torre è verniciata a bande orizzontali bianche e nere. La struttura incorpora un edificio di sette piani che ospitava il personale prima che il faro fosse automatizzato. Situato in una zona disabitata, con lunghi inverni e lontana da fonti energetiche, il faro fu completamente automatizzato, la fonte energetica per il fascio luminoso e il segnale radio, era una serie di batterie atomiche. L'impianto ora dismesso, era in grado di funzionare autonomamente per molti mesi senza alcuna presenza umana.
Attualmente il faro è disabitato ed in forte carenza di manutenzione, i generatori elettrici sono stati rimossi.